# Takao Itō
Takao Itō (jap. 伊藤高男 Itō Takao; czasem zapis nazwiska Itou lub Itoh, ur. 5 listopada 1952, zm. 29 lipca 2021) – japoński skoczek narciarski. Najlepsze wyniki w Pucharze Świata osiągnął w sezonie 1979/1980, kiedy zajął 79. miejsce w klasyfikacji generalnej. Punktował tylko w jednym konkursie – 13 stycznia 1980 zajął 9. miejsce w konkursie w Sapporo.
Wystąpił na igrzyskach olimpijskich w 1976 w Innsbrucku, gdzie zajął 24. miejsce w konkursie na skoczni normalnej i 22. miejsce na dużej skoczni. 

## Puchar Świata w skokach narciarskich

### Miejsca w klasyfikacji generalnej
| Sezon     | Miejsce |
| --------- | ------- |
| 1979/1980 | 79.     |